# Acrogalumna brevisetosa
Acrogalumna brevisetosa är en kvalsterart som beskrevs av Bayartogtokh och H. Weigmann 2005. Acrogalumna brevisetosa ingår i släktet Acrogalumna och familjen Galumnidae. Inga underarter finns listade i Catalogue of Life.